# تشوتاني
تشوتاني (بالفارسية: چوتانی) هي قرية تقع في البلدة المركزية في إيران. يقدر عدد سكانها بـ 411 نسمة بحسب إحصاء 2016.